# Doktorat
Doktorát ali doktorski naziv je najvišji akademski naziv, ki ga podeljuje univerza. Tisti, komur je podeljen, ima pravico do uporabe naziva »doktor« oziroma njegove okrajšave »dr.« pred imenom (dr. Janez Strnad). Prvotno je podelitev doktorata pomenila priznanje za kandidata (doktoranda), da ga univerzitetni učitelj, pri katerem je študiral, jemlje za sebi enakega. Obstajata dve vrsti doktoratov: doktorat znanosti in častni doktorat. Prvega podeljujejo za znanstvenoraziskovalne izsledke, ki so dovolj kakovostni, da jih je moč objaviti v znanstvenih revijah in predstavljajo vsaj majhen prispevek k znanju človeštva. Doktorand si pridobi naziv z uspešnim zagovorom svoje disertacije (doktorskega dela).
Častni doktorat podeljujejo za pomemben prispevek na področju, ki pa ni nujno akademske narave. 
Diplomanti nekaterih smeri visokošolskega študija na univerzitetni ravni, kot so medicina, dentalna medicina in veterinarska medicina, si z zaključkom študija pridobijo strokovni naziv »doktor medicine«, »doktor dentalne medicine« in »doktor veterinarske medicine«. Ta se piše za imenom in priimkom (Gregory House, dr. med.; dr. dent. med. oz. dr. vet. med.) in ni enakovreden akademskemu nazivu.
Podobna je praksa v Italiji in portugalsko govorečih deželah, kjer univerzitetne diplomante praviloma nazivajo z »doktor«. 
Tudi slovenski pesnik France Prešeren nosi naziv doktor, kar je bilo v 19. stoletju običaj za diplomanta pravne smeri.